# Mexická hymna
Hymna Mexika (španělsky Himno Nacional Mexicano) byla oficiálně přijata v roce 1943. Text hymny, který poukazuje na mexická vítězství v žáru bitvy a výkřiky bránící se vlasti, sepsal v roce 1853 básník Francisco González Bocanegra poté, co jej jeho snoubenka zamkla v pokoji. Hudbu hymny složil v roce 1854 Jaime Nunó. Hymna, která má deset slok a refrén začala být používána od 16. září 1854. Od roku 1854 až do jejího oficiálního přijetí prošel text hymny, vzhledem k politickým změnám v zemi, několika úpravami.

## Text hymny
Tradičně se při slavnostech provede pouze refrén, 1. sloka a opakovaný refrén.
Originální španělský text a český překlad mexické hymny:
| Coro: Mexicanos al grito de guerra el acero aprestad y el bridón. Y retiemble en sus centros la tierra, al sonoro rugir del cañón. ¡Y retiemble en sus centros la tierra, al sonoro rugir del cañón!                                                                                                | Refrén: Mexičané, na ryk válečný, Chopte se uzd a oceli, Ať zem se zachvěje v posádkách Na hřmotnou ozvěnu děl. Ať zem se zachvěje v posádkách Na hřmotnou ozvěnu děl. |
| Estrofa I Ciña ¡oh Patria! tus sienes de oliva de la paz el arcángel divino, que en el cielo tu eterno destino por el dedo de Dios se escribió. Mas si osare un extraño enemigo profanar con su planta tu suelo, piensa ¡oh Patria querida! que el cielo un soldado en cada hijo te dio.            | 1. sloka Vlasti, nechť skráň tvou ozdobí olivová snítka Kterou dá ti boží archanděl míru Neboť v nebi je tvůj osud věčný Zapsán prstem Božím. Leč když nepřítel jaký opováží se znesvětit tvou prst svým krokem, Pomysli, milovaná Vlasti, že nebe Dalo ti v každém synu vojáka. |
| Estrofa II En sangrientos combates los viste por tu amor palpitando sus senos, arrostrar la metralla serenos, y la muerte o la gloria buscar. Si el recuerdo de antiguas hazañas de tus hijos inflama la mente, los recuerdos del triunfo tu frente, volverán inmortales a ornar.                   | 2. sloka Vidělas je již v bojích krvavých, S hrudí v které láska k tobě se ozývá, Klidně jdoucí vprostřed střel, Hledající čest nebo smrt. Jestli paměť porážek dávných Tvým synům sráží mysli, Ať paměť triumfu čelo tvoje Ó nesmrtelná, ozdobí.                                |
| Estrofa III Como al golpe del rayo la encina, se derrumba hasta el hondo torrente, la discordia vencida, impotente, a los pies del arcángel cayó. Ya no más, de tus hijos la sangre, se derrame en contienda de hermanos; sólo encuentre el acero en tus manos quien tu nombre sagrado insultó.     | 3. sloka Jako blesk, co kmen stromu Rozrývá do hloubi, Tak ty neshodu ponechej bez síly Vrženou k tvým nohám archandělem. Ať krev tvých synů nikdy víc Neplyne v bojích bratrovražedných. Jen ať ocel naleznou v tvých rukou Ti, kteří tvé svaté jméno poskvrnili.               |
| Estrofa IV Del guerrero inmortal de Zempoala te defiende la espada terrible, y sostiene su brazo invencible, tu sagrado pendón tricolor. Él será del feliz mexicano en la paz y en la guerra el caudillo. porque él supo sus armas de brillo circundar en los campos de honor.                      | 4. sloka Nesmrtelného válečníka ze Zempoaly Krutý meč tě brání, A jeho neporazitelné rámě Podpírá tvojí tříbarevnou vlajku. To on šťastné Mexičany Provede ve válce i míru, Protože uměl obklopit ctí svou zbraň Na polích slávy.                                                |
| Estrofa V Guerra, guerra sin tregua al que intente de la Patria manchar los blasones, Guerra, guerra, los patrios pendones en las olas de sangre empapad. Guerra, guerra. En el monte, en el valle, los cañones horrísonos truenen, y los ecos sonoros resuenen con las voces de ¡Unión! ¡Libertad! | 5. sloka Válka, válka tomu Kdo poskvrnit chce erb Vlasti Válka, válka, ať praporce nasáknou vlnami krve. Válka, válka, v horách i údolích Strašné moždíře nechť hřmí, nechť ohlušující jejich hřmot se rozeznívá Ozvěnou slov Jednota! Svoboda!                                  |
| Estrofa VI Antes, Patria, que inermes tu hijos, bajo el yugo su cuello dobleguen, tus campiñas con sangre se rieguen, sobre sangre se estampe su pie. Y tus templos, palacios y torres se derrumben con hórrido estruendo, y sus ruinas existan diciendo: De mil héroes la Patria aquí fue.         | 6. sloka Než Vlasti odzbrojíš své syny, ať pod jařmo skloní své krky, ať tvá pole se krví nasytí, Ať v té krvi stanou svými kroky. Tvé svatyně, paláce i věže Padnou s obřím rachotem, Pozůstanou po nich ruiny řkoucí: "Tu byla Vlast tisíců hrdinů"                            |
| Estrofa VII Si a la lid contra hueste enemiga, nos convoca la tropa guerrera, de Iturbide la sacra bandera, mexicanos, valientes seguid. Y a los fieles bridones les sirvan las vencidas enseñas de alfombra; los laureles del triunfo den sombra a la frente del Bravo Adalid.                     | 7. sloka Leč když proti nepřátelům Vyzve nás oddíl bojový, Pod prapor Iturbida, Mexičané, odvážně půjdeme. A pro věrné hřebce, Nechť kobercem budou nepřátel prapory; Ať věnce vavřínu dá stín Čelu chrabrého vojevody.                                                          |
| Estrofa VIII Vuelva altivo a los patrios hogares, el guerrero a cantar su victoria, ostentando las palmas de gloria que supiera en la lid conquistar. Tornaránse sus lauros sangrientos en guirnaldas de mirtos y rosas, que el amor de las hijas y esposas, también sabe a los bravos premiar.     | 8. sloka Ať bojovník navrátí se domů Ať vyzpívá své vítězství; Ať ovívá se palmami vítězství Které v boji s nepříteli dobyl. Ať jeho zkrvavené věnce laury Promění se ve věnce mirty a růží, Kterými láska dcer a žen Odmění odvážné tvé syny.                                   |
| Estrofa IX Y el que al golpe de ardiente metralla, de la Patria en las aras sucumba, obtendrá en recompensa una tumba donde brille, de gloria, la luz. Y, de Iguala, la enseña querida a su espada sangrienta enlazada, de laurel inmortal coronada, formará de su fosa una cruz.                   | 9. sloka A ten, který pod ostrým nábojem Padl na oltáři Vlasti, Obdrží hrobku díků Kde světlo chvály. S Rovností, milovaným symbolem Připnutým ke kopí zkrvavenému, Ověnčený nesmrtelným vavřínem, Promění svůj hrob ve svatý kříž.                                              |
| Estrofa X ¡Patria, Patria! tus hijos te juran exhalar en tus aras su aliento, si el clarín, con su bélico acento, los convoca a lidiar con valor. ¡Para ti las guirnaldas de oliva! ¡Un recuerdo para ellos de gloria! ¡Un laurel para ti de victoria! ¡Un sepulcro para ellos de honor!            | 10. sloka Vlasti! Otčino! Tví synové slibují vypustit duši na tvých oltářích, Jestli jen bojová píšťalka Povede je do boje. Pro tebe vavřínové věnce! Pro ně památka slávy! Pro tebe věnce vítězství! Pro ně mohyla cti!                                                         |